# 정경미 (유도 선수)
정경미(鄭敬美, 1985년 7월 26일~)는 대한민국의 유도 선수이다.

## 경력
전북특별자치도 군산시에서 태어났다. 무장초등학교, 영선중학교, 전북인공지능고등학교를 졸업하였다.
2006년 수원시에서 열린 18회 세계 대학 유도 선수권 대회에서 첫 국제 대회 금메달을 땄다. 또한 2007년 세계 선수권에서 라이트헤비급의 동메달을 따고, 이듬해 아시아 유도 선수권에서 같은 무게급의 은메달을 땄다.
2008년 베이징에서 열린 2008년 하계 올림픽의 유도 여자 78kg급 경기에서 상대 선수로 출전했던 브라질의 실바 에디난시를 꺾고 동메달을 획득했다. 또 2010년 아시안 게임과 2014년 아시안 게임 2연승을 하기도 하였다.
이후 선수 생활을 접고 경찰로 특채 되었다.